# Кортезе, Алессандро
Алессандро Кортезе (итал. Alessandro Cortese; род. 16 октября 1960, Рим) — итальянский дипломат. Посол Италии в Бразилии (с 2023).

## Биография
Родился 16 октября 1960 года в Риме. В 1984 году окончил юридический факультет университета Сапиенца.
С марта 1986 года работал в секретариате департамента по сотрудничеству и развитию МИД Италии. С 1988 года работал в Генеральном секретариате МИД Италии.
С 1989 по 1993 год являлся главой экономического департамента посольства Италии в ЮАР (Претория).
С 1993 по 1995 год работал в управлении по политическому сотрудничеству, управлении внешней политики и политики безопасности Совета Европейского союза. Являлся главой отдела Совета ЕС по работе с ОБСЕ (Брюссель). Являлся ответственным за пакт стабильности для Юго-Восточной Европы.
С января 1995 по 1997 год являлся советником постоянного представительства Италии при ЕС по внешней политике и политике безопасности.
В 1996 году в период председательства Италии в ЕС являлся сопредседателем рабочей группы по бывшей Югославии.
С октября 1997 по 1999 год являлся главой отдела департамента прессы и информации МИД Италии.
С 1999 по 2002 год являлся главой отдела Генерального секретариата Совета ЕС по Западным Балканам.
С 2002 по 2006 год являлся советником-посланником, заместителем посла посольства Италии в Канаде.
С 2006 по 2008 год являлся заместителем руководителя департамента прессы МИД Италии.
С мая 2008 года по 2012 год являлся дипломатическим советником председателя Палаты депутатов Италии.
С июля 2012 по декабрь 2016 года являлся постоянным представителем Комитета ЕС по политике и безопасности.
В 2017 году являлся координатором по подготовке председательства Италии в ОБСЕ.
С 2017 по 2018 год являлся заместителем генерального директора по политическим вопросам и директором по вопросам безопасности МИД Италии.
С июня 2018 года являлся руководителем пресс-службы МИД Италии и пресс-секретарём министра иностранных дел Италии.
Постоянный представитель Италии при ООН (Вена) (11 ноября 2019 — 2023).
Посол Италии в Бразилии (со 2 октября 2023).